# ゴエティーニョ!
ゴエティーニョ!は、2012年10月6日から2015年9月26日までIAT岩手朝日テレビで放送されていた子供向け番組である（正式題名は「ゴエティーニョ!～みんな集まれ!、今日から君も『ゴエティーニョ!～』」）。

## 放送日時
- 毎週土曜6:00-6:30（2015年4月4日～同年9月26日）
  - 単発特番の臨時枠大などに伴い、当番組の放送が休止される週もあった。

### 放送時間帯の変遷
- 番組開始当初（2012年10月6日）～2014年3月29日：土曜7:00-7:30
- 2014年4月5日～2015年3月28日：土曜17:00-17:25

## 放送対象地域
- 岩手県

## 出演者

### MC（メインパーソナリティー）
- 高井瑛子（IATアナウンサー、「えいこお姉さん」。番組ナレーションも担当。2013年10月5日より加入）
  - 番組開始当初は「えいこお姉さん」という字幕表示に本名（「高井瑛子アナウンサー」文字）がカッコ書きで添えられていたが、番組リニューアル&時間帯移動後（2014年4月以降）は（他のIAT自社制作番組&テレ朝系ネット番組とは異なり）「えいこお姉さん」という通称名のみの字幕表示となっている。
  - 当番組出演時にえいこお姉さんが着用している番組オリジナル衣裳と帽子には、「青を基調とした夏服（4月～9月用）」と「オレンジと赤を基調とした冬服（10月～翌年3月用）」の2種類ある（但し野外ロケ取材内容によっては番組オリジナル衣裳ではなく、体験学習に適した別の専用衣裳を着用する場合もある）。
- ゴエティー（IATマスコットキャラクター。番組スタッフが着ぐるみを着用する形でえいこお姉さんと共演。なお番組本編では「ニョニョニョ!」と言うのみで言葉は話さず、えいこお姉さんがゴエティーの気持ちを代弁している。また2014年4月の番組第二次リニューアル以降、えいこお姉さんは「ゴエティーが果たしてダイエット出来るか」を心配するようになった）

### ゴエティーファミリー（不定期出演）
※本項に記載の出演者は毎週必ず登場するとは限らない。
- 藤原規衣（IATアナウンサー、「のりえお姉さん」。2014年4月5日より番組ナレーションも担当）
- 及川潤一（じゅんいちお兄さん）
- アンダーエイジ（お笑いコンビ、吉本興業所属「岩手住みます芸人」。ゴエティーソング「Goあいさつ」MV3期版の挨拶場面にも登場）
  - 熊谷由輔
  - 結城多聞
- 岩手ビッグブルズ公式チアリーダー「ブルズダンサーズ」
- 福田こうへい（民謡歌手、演歌歌手）
- 中川愛子（タレント、民謡歌手）
- アンダーパス（音楽デュオ、シンガーソングライター）
- 臼澤みさき（民謡歌手、演歌歌手。ゴエティーソング「Goあいさつ」2期版MV挨拶場面に登場）
- Go!Kids（子役の男女計6人組、ストックエージェンシー所属、2013年4月改編時より加入。当番組提供社紹介&一部コーナータイトルコールも担当。ゴエティーソング「Goあいさつ」2期版MVにはメンバー全員の挨拶場面が登場）
- 流れ星（お笑いコンビ、浅井企画所属。2013年10月5日より加入）
  - 瀧上伸一郎（タッキー）
  - ちゅうえい
- チームファンタジスタ（岩手県内男性保育士のグループ。2014年11月8日より、ゴエティーソング「ゴエるん体操BLUE」MVにバックダンサーとして出演）
- 福地千恵子（女優、「劇団自在社」所属。2014年12月6日より「いわてのえほん”岩手山&姫神山編”」朗読を担当）

※IATでは一般視聴者が描いた当番組出演者の似顔絵投稿を受け付けており、投稿作品は当番組本編&公式サイトで随時紹介している。

### 過去の出演者
- 斎藤文明（アウトドアインストラクター、通称「ぶんぶん先生」。「ふしぎ森モリ安比高原自然学校」塾長・「イーハトーヴォ安比高原自然学校」代表）
- どぶろっく（お笑い芸人、浅井企画所属）
- 2700（お笑い芸人）
- 佐々木梨沙（司会者・フリーアナウンサー、ストックエージェンシー所属。元NHKアナ）
  - 現在は「21世紀図書」でゴエティーと共演している。
- 山本司（シンガーソングライター）

※番組開始当初（2012年10月6日から1年間=翌2013年9月28日まで）のMCは「じゅんいちお兄さん」と「のりえお姉さん」だった。2013年10月5日の第一次リニューアルでは高井アナと「流れ星」がメインパーソナリティー（2代目MC）となり、初代MCを務めた「じゅんいちお兄さん」と「のりえお姉さん」は「ゴエティーファミリー」の一員として主に「ゴエティーソング」コーナーに登場。翌2014年4月5日の第二次リニューアルでは、これまで「ゴエ旅」などのコーナーで共演していた「流れ星」・「アンダーエイジ」・「Go!Kids」の3組がレギュラー出演メンバーより外れ、MCはえいこお姉さんとゴエティーのみになった。

※第一次リニューアル時点において、MC高井アナ&流れ星が行う番組オープニング&エンディング挨拶は（初代MC「じゅんいちお兄さん&のりえお姉さん」の頃とは異なり）IATスタジオからではなく、「ゴエ旅」及び「ふしぎ森モリ安比高原自然学校」ロケ先からだった（MC3名のうち当番組収録関連でIAT本社スタジオにいるのは、番組ナレーション収録の高井アナと「明日から使える一発ギャグ」コーナー収録のちゅうえいのみ。さらにゴエティーファミリーのうち「アンダーエイジ」は「ゴエティーソング」と「こども演芸館」コーナー収録時のみ、「Go!Kids」メンバーは「ゴエティーソング」コーナーと当番組提供社紹介文&一部コーナータイトルコール収録時のみそれぞれIAT本社スタジオにいて、それ以外は野外ロケ主体という形だった）。

## 番組の流れ・主なコーナー（放送終了時点）
- 6:03　オープニング・えいこお姉さん&ゴエティーの挨拶。
- 6:05頃　メインコーナーその1
- 6:08頃 「ゴエるん体操」・メインコーナーその2
- 6:16頃　いわてのえほん
- 6:19頃　メインコーナーその3
- 6:21頃　ゴエティーソングその1（曲目は週により異なる）
- 6:23頃　こそだてTIPS
- 6:24頃　ゴエティーソングその2（曲目は週により異なる）
- 6:25頃　今週の視聴者プレゼント発表&次週内容予告
- 6:26　来週の星座占い・エンディング

## 過去のコーナー
- ゴエ旅（2013年10月12日-2014年3月29日）：
  - 高井瑛子アナ（えいこお姉さん）とお笑いコンビ「流れ星」が岩手県内各地を取材し様々な体験をするコーナー（一つのテーマ=訪問先が2週にまたがっての放送となったり、週により「アンダーエイジ」や「じゅんいちお兄さん」も加わる場合あり）。
- アルゴリズム”算数脳”:
  - 初代MC「じゅんいちお兄さん&のりえお姉さん」時代に放送されていた学習塾「M進」監修のコーナー。主に「組合せ」や「分類」を中心とした小学校低学年レベルの算数文章問題が出題されていた（上述の番組リニューアルにより番組本編での当コーナー放送は現在無くなったが、2013年8月下旬から9月上旬にかけて放送された幾つかの過去問をYouTube「IATチャンネル」内で動画配信中）。
- いわて純情紙芝居：
  - （「いわて純情米」・「いわて純情野菜」・「いわて純情りんご」をはじめとする）岩手県を代表する農産物の特徴やその生産の様子を紙芝居アニメでわかりやすく紹介するコーナー。放送された全7話は番組サイト及び「IATチャンネル」内で「YouTube」動画視聴可。
- ふしぎ森モリ安比高原自然学校：
  - 「Go!Kids」メンバー・アンダーエイジ・じゅんいちお兄さんが八幡平市安比高原地区で様々な自然の遊びを体験するコーナー（一つのテーマが2週にまたがっての放送となったり、週・季節によっては高井瑛子アナと「流れ星」も加わっての運動会形式となる場合もある。また小中学生を対象としたIAT主催のスキー&スノーボード競技会「IATジュニアカップ」に「Go!Kids」メンバーも出場する事があり、この場合は当番組MCの高井アナも「IATジュニアカップ」リポーター及び競技終了後に行われる「お楽しみ抽選会」コーナーMCを担当。IATジュニアカップの模様は当番組とは別枠の単発特番として放送されているが、「Go!Kids」メンバーが出場した場合は当番組内でもその模様を放送）。
- 流れ星ちゅうえいの「明日から使える一発ギャグ」（2013年10月5日開始）：
  - ちゅうえいが子供達に人気の出そうなオリジナル一発ギャグをCM前に披露するコーナー（一週につき2回又は3回放送。高井瑛子アナによる冒頭ナレーション付きで、高井アナは「みんなも学校や友達の前でやってみよう」と勧めている。ちゅうえいは当番組内で「300個のギャグを持つ男」と呼ばれており、番組オープニング&エンディング挨拶や「ゴエ旅」などの他コーナーでもギャグを披露していた。ちゅうえいのギャグ披露後はCM明けのコーナー予告字幕を表示し、「Go!Kids」メンバーが「ゴエティーニョ!」と番組タイトルをコール）。
- ペープサート劇場「こども演芸館」：
  - ペープサート人形「アンダー小エイジ」が様々なネタの漫才を披露するコーナー（声の出演：アンダーエイジ）。
- みんなのはてな ミテミテ：
  - ふだん不思議に思っている様々な事柄を目の形をしたキャラクター「ミテル」が紹介するコーナー。
- Go!Go! Goiaty English：
  - 英会話講師キャラクター「サニー」の講義により、ゴエティーと一緒に英語が楽しく学べるコーナー（当番組提供社CMにも登場）。
- おしえて!ぴかぽ（制作協力：岩手県警察）：
  - 正しい交通ルール、110番の正しいかけ方、万一の事件・事故発生時における正しい対処法などを岩手県警のマスコットキャラクター「ぴかぽ」と一緒に学ぶコーナー。
- 消防戦隊ヒケスンジャー（制作協力：盛岡地区消防本部）：
  - 正しい119番のかけ方や火災予防、万一の火災・けが人・急病人発生時における正しい対処法などを現役消防隊員扮するキャラクター「ヒケスンジャー」と一緒に学ぶコーナー。
- リズムで遊ぼう：
  - お笑い芸人「2700」によるリズムを使ったお笑い&言葉遊びのコーナー。
- あやとり～な：
  - 親や祖父母の世代が子供の頃に遊んでいたあやとりの様々な遊び方を佐々木梨沙が紹介するコーナー。
- この音なんだ?：
  - 画面に映るシルエットと流れている鳴き声を手がかりに、それがどんな生き物なのかを当てるクイズコーナー。
- コノクニドコダ?：
  - BGMで流れる国歌を手がかりに、画面に映っている世界地図の中から国名を当てるクイズコーナー。
- 岩手が生んだすごい人「岩手偉人」：
  - 岩手県に生まれ活躍した過去の偉人（歴史上の人物）を紹介するコーナー。
- いわてめぐり：
  - 地元岩手にある様々な名所・旧跡を紹介するコーナー。
- めざせ!ものしり博士 博物館へGo!（制作協力：岩手県立博物館）：
  - 岩手県立博物館の展示物を詳しく紹介するコーナー。
- もしかしてだけど：
  - お笑い芸人「どぶろっく」による歌のコーナー。誰にも言えない「みんなの気持ち」を熱唱する（自身の楽曲「もしかしてだけど」の歌詞を当番組用に一部アレンジ）。
- 連続ことわざ劇場「ごえてぃ家の夫婦」：
  - アンダーエイジとGo!Kidsの面白コントによりことわざを楽しく学べるコーナー（週により高井瑛子アナと「流れ星」も加わる場合あり。ロケ地：ホテル安比グランド及び安比高原ペンション村）。
- ゴエマル（ゴエティーアニマル）～ゴエティー生き物図鑑：
  - 野生動物をはじめとする様々な生き物の姿をわかりやすく紹介するコーナー（アニメーション合成付き）。
- ゴエティーエクササイズ「カラダウゴカセ」：
  - 盛岡市にある会員制スポーツクラブチェーン「JOYFIT」のインストラクター（通称「ジョイフィットマン」）が親子で楽しめるエクササイズを紹介・披露するコーナー、番組サイト内でYouTube動画視聴可（当コーナーのみ本編・YouTubeいずれもレターボックス画面となっており、青帯部分には「Goiaty EXERCISE」の文字を表示。なお高井瑛子アナによる当コーナー冒頭ナレーションは番組本編でのみ流れ、YouTube版ではコーナー冒頭ナレーション無し）。
- いわてのことば：
  - 昔から伝わる地元岩手の方言を「愛子おばちゃん」こと中川愛子が解説・披露するコーナー。
- これ!?なに?ふうせんバル～ン：
  - バルーンアートにより作られる様々な形や芸術作品を紹介するコーナー。
- ゴエティーじゃんけん：
  - 番組開始当初～2014年8月30日まで放送。視聴者がゴエティーとジャンケンする事が出来、当該週でゴエティーが「グー」・「チョキ」・「パー」のうちどれを出したかをハガキ又はメールに書いて番組プレゼントに応募すれば、IATグッズなどの視聴者プレゼントが抽選で毎週3名に当たる方式だった。翌週9月6日放送分からのエンディングコーナーは「ゴエティー星占い」に変更されている。

※番組開始当初（2012年10月6日からの1年間）はIATスタジオで収録する形が殆どの構成だったが、2013年10月5日第一次番組リニューアル後（MCが現在の高井アナと「流れ星」に変わってから）は（「ゴエ旅」と「ふしぎ森モリ安比高原自然学校」をメインコーナーとする）野外ロケ主体の構成へと変わっていった（当該週のメインコーナー「ゴエ旅」と「ふしぎ森モリ安比高原自然学校」の合間に「ゴエティーソング」をはじめとするIATスタジオでの撮影&野外ロケによる事前収録コーナーを挟む形=この場合「ゴエ旅」及び「ふしぎ森モリ安比高原自然学校」コーナーは「中断」扱い）。翌2014年4月5日の第二次番組リニューアル後も野外ロケ主体の構成はこれまで通り継続されている。

## 番組内で流れる曲「ゴエティーソング」
- フレ!フレ!少年少女（歌：アンダーエイジ、ダンス：ブルズダンサーズ、作曲：佐藤将展）：
  - 1・2番と3・4番とで別枠構成。
- Goあいさつ（歌：福田こうへい、作詞：上田仁司、作曲：佐藤将展）：
  - MV（ミュージックビデオ）にはIAT自社制作番組に出演するアナウンサー・タレント&岩手県内各地の様々な職業人が挨拶・おもてなしをする場面を収録。MVは（初代MC「じゅんいちお兄さん&のりえお姉さん」時代の）「初期版」、（現MC「えいこお姉さん&流れ星」時代の）「2期版」、（2014年4月改編時から今日までのメインコーナーで放送されたロケ地のスタッフが登場する）「3期版」の3本が制作され、曲のメイン部で流れる挨拶場面の映像構成が各版で異なっている（現在番組本編で放送されているMVは3期版で、YouTubeでは初期版MVを配信。3期版MVは2015年1月17日放送分にて初披露）。なお福田こうへい自身がこれまでに公式発売してきたCDシングル及びアルバムにこの曲は収録されていない。
- ピュアティックビーム（歌：のりえお姉さん&Go!Kids、作詞：のりえお姉さん、作曲：佐藤将展）
  - 歌詞は「ジュニア野菜ソムリエ」の資格を持つ「のりえお姉さん」の感性が活かされた内容となっている。なおPVで共演している「Go!kids」は（子役の男女計6人組のうち）女の子3名が登場。
- 公園ブルース（歌：山本司）
  - 最近は番組本編で流れる機会が殆ど無い（番組サイト&IATチャンネル内YouTube配信では視聴可能）。
- ゴエティーダンス Doワッピ!!（歌：Go!Kids・きゃな☆シュガー、ダンス：じゅんいちお兄さん&のりえお姉さん、作曲：佐藤将展）：
  - 歌詞の随所に岩手の方言が織り込まれており、当番組オープニングテーマにはこの曲のリミックス版が使われている（2014年3月29日までは「パパママゴエティーニョ!」コーナーでもこの曲がBGMで流れていた）。なお番組では一般視聴者が「ゴエティーダンス」を踊っている場面を撮影したビデオ投稿を受付中。
- くるりんちょ（歌&ダンス：アンダーパス・Go!Kids・じゅんいちお兄さん・アンダーエイジ。作曲：佐藤将展。MVロケ地：安比高原）：
  - アニメーション合成付き。なおアンダーパス自身がこれまでに公式発売してきたCDシングル及びアルバムにこの曲は収録されていない。
- ゴエティーえかきうた（作曲：佐藤将展）：
  - 番組開始当初（2012年10月6日）から2014年3月15日までは「ゴエティーの絵が完成すると岩手県内各地の風景・名勝・観光地がアニメーションで登場」する版が放映。その後「えいこお姉さんと「流れ星」がゴエティーソングを歌う旨が決まった」翌週3月22日放送分より番組本編では（新曲「めざせ!いちばん星」収録前の歌唱力試験として）えいこお姉さんが（レコーディング形式で）歌う版が一時期放映されていたが、2014年10月改編時より以前の「岩手県内観光地アニメーション版」放映に戻されている。番組サイト及び（YouTube）IATチャンネルでも動画配信中（番組本編では日本語版のみの放送だが、YouTubeでは日本語版に加え英語版も配信）。
- めざせ!いちばん星（歌&作詞：えいこお姉さん&流れ星、作曲：佐藤将展）：
  - 2014年3月29日放送分にて発表（初お披露目）された「当番組MCが歌う初のゴエティーソング」。3月22・29両日放送分にて（番組開始当初から『ゴエティーソング』各曲の作曲を手がけている）作曲家佐藤将展との「ゴエティーソング」新曲収録打ち合わせ場面が放映され、歌詞及び振り付けはえいこお姉さん&流れ星の計3名全員で考えた（流れ星ちゅうえいのギャグも歌詞の随所に織り込まれ、タッキーが歌う1番は戦隊ヒーロー物のアニソン風に、ちゅうえいが歌う2番はラップ調に、えいこお姉さんが歌う3番はアイドル風にそれぞれアレンジ。MVにおけるえいこお姉さん&流れ星計3名の衣装は1番・2番・3番の歌詞それぞれの場面で異なる）。同年4月5日より当番組エンディングテーマ曲に採用され、4月中は「ゴエティーソング」コーナーの最初に必ずフルコーラスで流れていた（5月以降は他のゴエティーソング同様、番組本編で毎週必ず流れるとは限らなかった）。
- まんまる（歌：ちょこだるま、ダンス：えいこお姉さん・ゴエティー・アンダーエイジ。作詞：上田仁司、作曲：かとうなおひこ、編曲：佐藤将展。MVロケ地：盛岡市交通公園&岩手県営運動公園内「日本庭園」）
  - 2014年9月6日放送分にて初披露。身近にある様々な「丸いモノ」が（世の中を）「守る」・「便利」・「楽しい」・「美味しい」・「大切」の5カテゴリに分類されて登場し、中でも「大切」のカテゴリは友達の輪や絆の大切さを訴える内容になっている。
- ゴエるん体操BLUE（歌：えいこお姉さん、ダンス：えいこお姉さん&チームファンタジスタ、振付：チームファンタジスタ、作詞：上田仁司、作曲：佐藤将展）
  - 2014年11月8日放送分にて初披露。実質的にはかつて放送されていたコーナー「ゴエティーエクササイズ」が姿を変えて復活した形。また「めざせ!いちばん星!」に続き「（当番組MC）えいこお姉さんがメインボーカルを務めるゴエティーソング」2曲目となる（えいこお姉さんのデビュー曲「めざせ!いちばん星」は「流れ星」と一緒に歌っているが、「ゴエるん体操BLUE」は初めてえいこお姉さんがソロでメインボーカルを務める曲）。MVにはえいこお姉さんのバックダンサーとして、振付を担当した岩手県内男性保育士「チームファンタジスタ」メンバー4名が出演。2014年12月6日放送から翌2015年3月28日までは「ゴエるん体操」シリーズが番組オープニングを飾っていた（翌週2015年4月4日より再び「メインコーナーを中断しての挿入」へ戻っている）。振り付けは「ゴエるん体操」それぞれの色（赤・青・緑）ごとに異なったテーマで考案され、「ゴエるん体操BLUE」の場合は「岩手の青空」をテーマにしている。
- 「ゴエるん体操GREEN」（作詞：上田仁司、作曲：佐藤将展、歌：えいこお姉さん、ダンス：えいこお姉さん&チームファンタジスタ）
  - 「ゴエるん体操BLUE」の姉妹版として、2015年最初の放送となった同年1月10日放送分にて初披露。冒頭&結びの歌詞と曲調はそのままに、えいこお姉さんの掛け声・中間部の歌詞・振り付けをそれぞれ「岩手の自然」をテーマにした内容にアレンジしている。
- 「ゴエるん体操RED」（作詞：上田仁司、作曲：佐藤将展、歌：えいこお姉さん、ダンス：えいこお姉さん&チームファンタジスタ）
  - 2015年2月21日放送分にて初披露された「ゴエるん体操」の第3シリーズ。えいこお姉さんの掛け声・中間部の歌詞・振り付けは岩手の特産品の一つ「リンゴ」をテーマにした内容にアレンジされている。当作品の完成により「ゴエるん体操」は「赤・青・緑」の3色が出揃った形となる。
- 「パッチーニョ」（作詞：上田仁司、作曲：佐藤将展、歌：Go!Kids・えいこお姉さん）
  - 2015年7月25日放送分にて初披露された「Go! Kidsがえいこお姉さんと一緒に初めてメインで歌う曲」。歌詞の内容はえいこお姉さんと「Go! Kids」メンバー全員で同年4月から考え、6月に盛岡市内の音楽スタジオにて（「ゴエティーソング」各曲の作曲を手がけている佐藤将展氏指導の下）レコーディングを行った（メンバー全員が歌う部分と各人がソロで歌う部分を分けてレコーディング）。歌詞は「日常生活に溢れる様々な音・行動&快適な目覚めから始まる今日一日の活動準備」をテーマにしており、曲はサンバ調にアレンジされている。

※全ての曲は番組サイト&IATチャンネル内で「YouTube」による動画視聴が可能。但し番組本編では（全体放送枠都合上）上記の曲が全て毎週必ず放送されるとは限らず、またYouTube同様のフルコーラス版とならない（1番のみの短縮版となる）場合もある他、番組コーナー特別編成により番組本編での「ゴエティーソング」放送が休止される場合もある（一週につき1曲～3曲の範囲で放送）。

※なおこれら「ゴエティーソング」をCD化・DVD化して発売する予定は現時点で無い（番組本編での放送とYouTube配信のみ）。

## 備考
- 当番組はIATが「青少年に見てもらいたい番組」として推薦していた（IAT自社制作番組では唯一の「青少年推薦番組」）。
- IAT開局当時（1996年）からの生え抜きである伊波伴准アナは、番組開始当初から2014年3月29日まで当番組のプロデューサーを務めていた（同年4月5日の第二次リニューアルに伴い、制作スタッフは番組開始当初とは総入れ替えされていた）。
- 当番組の各提供社CMにもゴエティーなどの番組キャラクターが登場しており、番組内で流れる各社CMは当番組向けオリジナル版で制作されていた（通常版スポットCMも当番組内で一部放送）。
- IATスタジオで収録するコーナー（「ゴエティーソング」・「明日から使える一発ギャグ」など）は全てクロマキーを用い、出演者の動きをCGやアニメーションと合成する形で放送されている（ゴエティーソング収録の場合、PVはIATスタジオで、歌のレコーディングは別の音楽スタジオでそれぞれ個別に行う）。
- 番組では出演者が岩手県内各地を巡回訪問して視聴者と直接触れ合う無料イベント「ゴエティーキャラバン」を不定期で実施しており、（番組MCの）えいこお姉さん・のりえお姉さん・じゅんいちお兄さんが絵本の読み聞かせをしたり、「ゴエティーダンス」を来場者と一緒に踊ったりしている（沿岸地区訪問の場合は震災復興支援活動も兼ねる。番組スタッフが着ぐるみを着用する形で「ゴエティー」が番組出演者に同行する事もあり、この場合は「ゴエティー握手会」も開かれている）。
- 番組エンディングコーナー「ゴエティーじゃんけん」の前には次週予告が流れていたが、この予告はメインコーナー（えいこお姉さんとゴエティーが訪れた場所と体験した内容）のみを対象とし、「ゴエティーソング」曲目とその他コーナー項目については（番組本編における次週予告には含まず）電子番組表（Gガイド）文面及び当該週番組オープニングのヘッドライン部にて映像のみによる予告としていた（当該週に放送する「ゴエティーソング」曲目及び事前収録コーナー項目については全体放送枠への各コーナー収まり具合を総合的に勘案したうえで、ディレクター及びプロデューサーが無作為に選曲・選択していた）。
- 当番組の次枠で放送されているミニ番組「わくわく情報館」はIAT各アナが交代で担当しており、当番組に出演している高井瑛子・藤原規衣両アナ（えいこお姉さん&のりえお姉さん）もそちら（次枠「わくわく情報館」）へ引き続き出演する事があった（「わくわく情報館」は火-木10:25-10:30枠でも放送）。
- これまで放送されたメインコーナーロケ地が総登場する週もあった。
- 当番組100回突破記念として現在「ゴエティーファミリー」が番組オリジナル「ゴエティーパン」を作る企画を地元パン店と共同で進行させている。
- 2014年12月6日より当番組内で流れている「ゴエるん体操」シリーズは、「赤」・「青」・「緑」各シリーズを1ヶ月ごとに無作為に入れ替えて放送する形となっている。このため（赤・青・緑のうち）どの曲が流れるかは番組開始直後でないとわからない方式だった。
- 2015年4月4日より当番組は再度「土曜朝」枠へ移動。これに伴い当番組内での時刻出しが1年ぶりに復活し、本編では雲の間から顔を出すゴエティーが通常書体時刻表示のバックに描かれていた。